# Oxyethira indorsennus
Oxyethira indorsennus är en nattsländeart som beskrevs av Darcy B. Kelley 1989. Oxyethira indorsennus ingår i släktet Oxyethira och familjen smånattsländor. Inga underarter finns listade i Catalogue of Life.